# Гетероатом

Пиридин является гетероциклическим соединением, в котором гетероатомом является азот

Гетероатом (от др.-греч. ἕτερος — другой) в органической химии — это любой атом соединения, который не является атомом углерода или водорода. Употребление этого термина обусловлено тем, что по определению органическое соединение должно содержать хотя бы одну связь C—H, а атомы других элементов, соответственно, можно считать «другими», «дополнительными». Обычно термин употребляется в более узком значении, когда гетероатом замещает углерод в основной цепи. Типовыми гетероатомами являются кислород, азот, сера, фосфор и галогены (хлор, бром, иод). Соединения с другими гетероатомами (за исключением соединений солевой природы с щелочными и щелочноземельными металлами) часто объединяют общим термином «элементоорганические соединения». Кроме того, распространённым является понятие о химии гетероциклов.
В биохимии (в частности, в базе данных белков PDB в формате HETATM) также встречается другое использование этого термина, а именно — для обозначения атома, который принадлежит к молекуле-кофактору, а не к основной полимерной цепи.